# متحف القاطرات البخارية المكشوف (تركيا)
متحف القاطرات البخارية المكشوف في تركيا (بالتركية: TCDD Açık Hava Buharlı Lokomotif Müzesi) هو متحف للسكك الحديدية في محافظة أنقرة التركية، يتتبَّع المتحف تاريخ القاطرات البخارية. ونظرًا لبناء محطة سكك حديدية جديدة، فقد أُغلِق المتحف في آذار 2014 ونُقلَت القاطرات. وتعود ملكية وإدارة المتحف إلى السكك الحديدية التركية. وهو جزء من متحف السكك الحديدية في أنقرة.

## صور بعض القاطرات

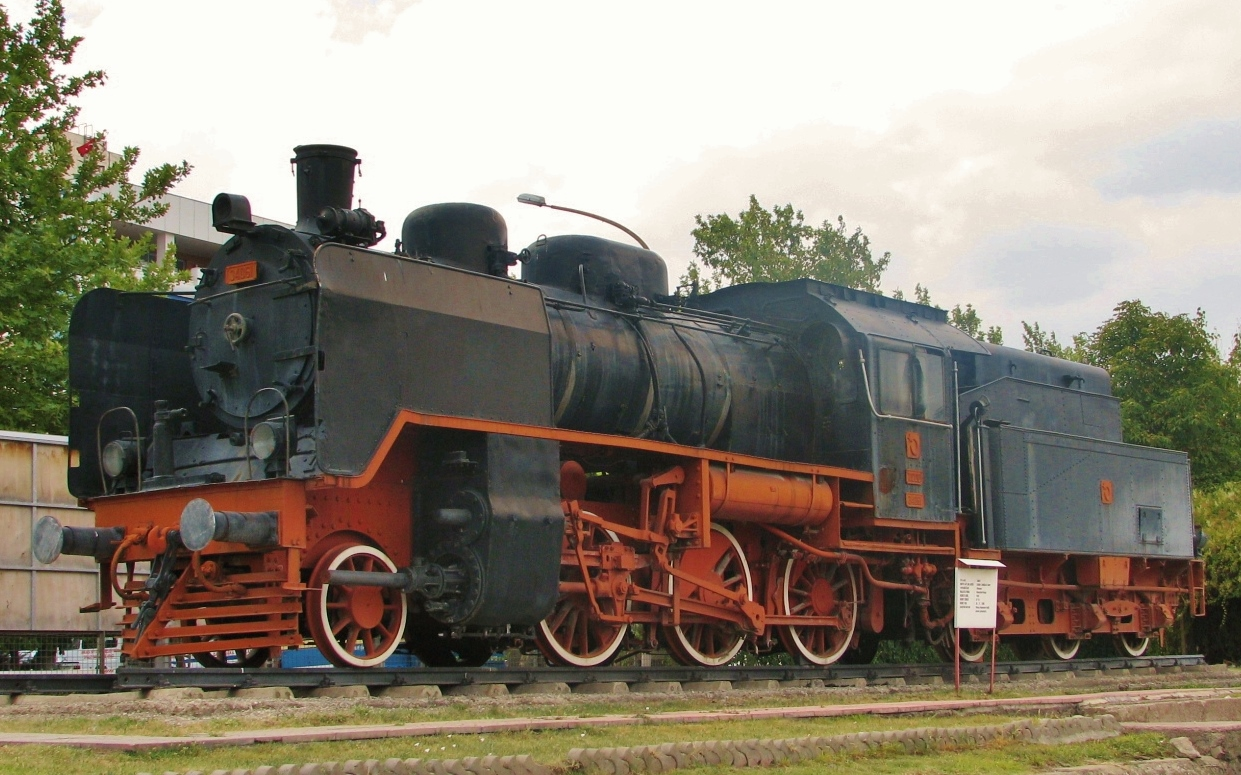
القاطرة الألمانية 34061 التابعة لهيتشل وأبناؤه عام 1930
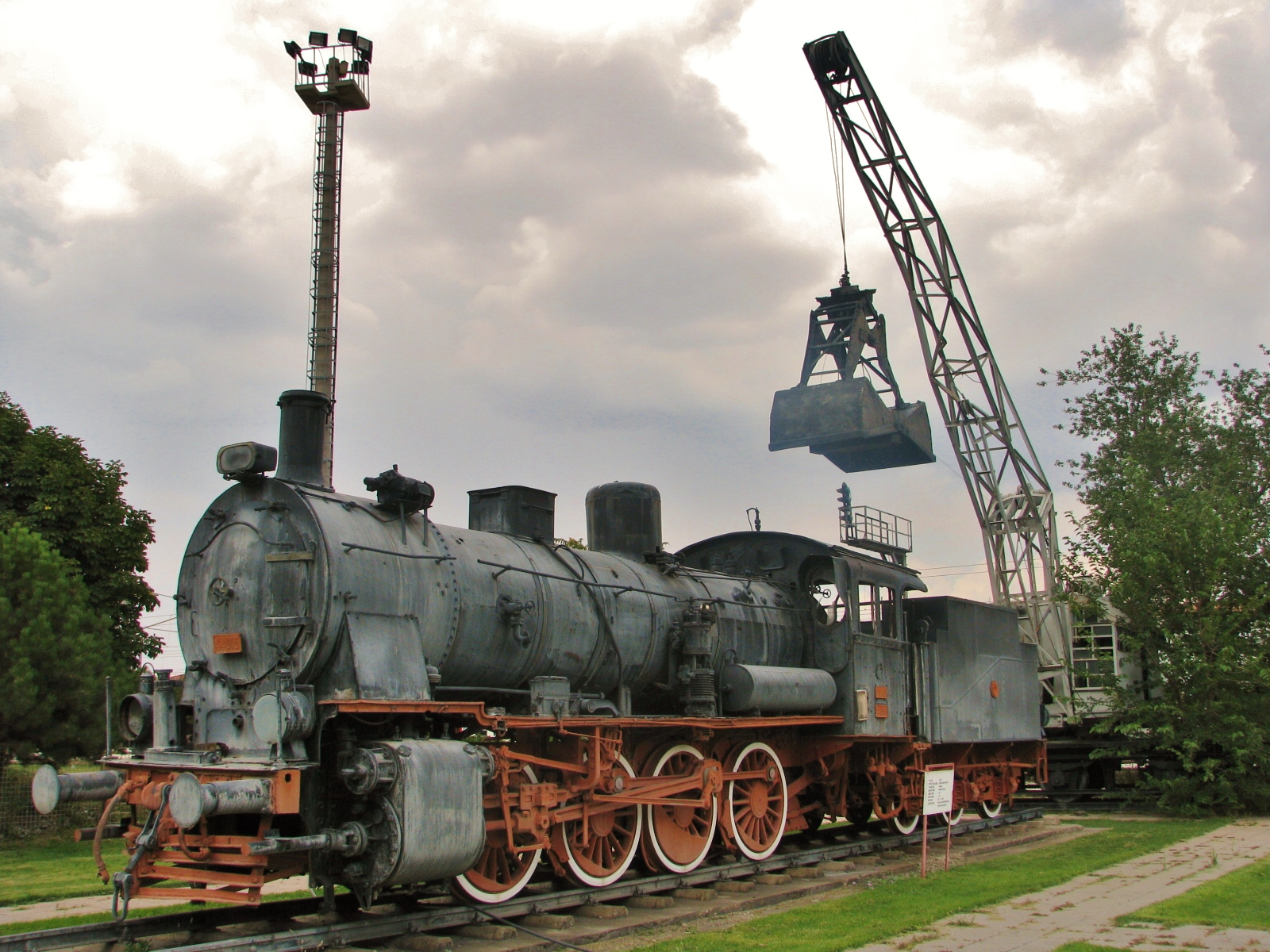
القاطرة الألمانية 44015 التابعة لهانوفر فولكان عام 1912
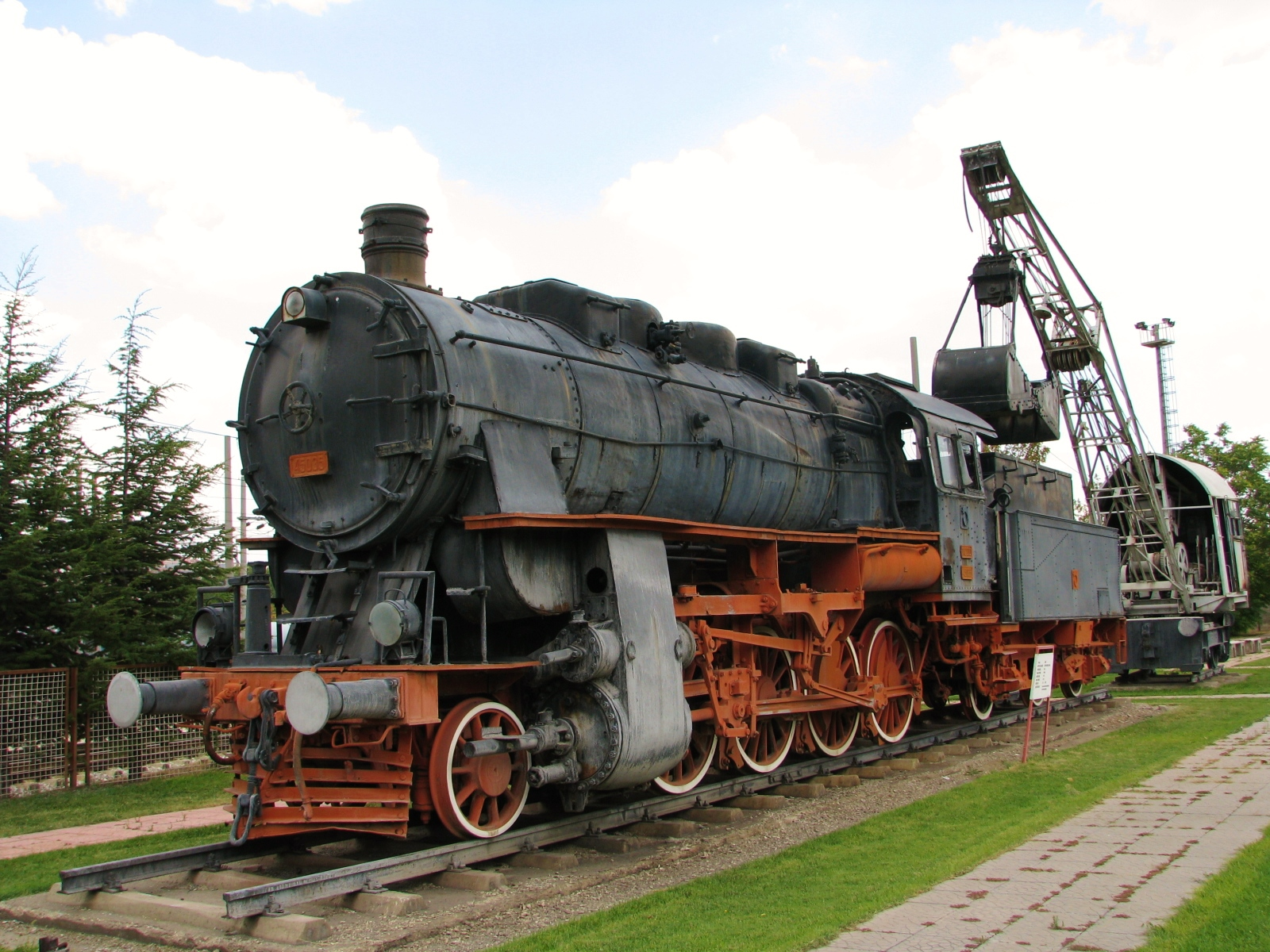
القاطرة السويدية 45035 التابعة لنوهب وأبناؤه عام 1932
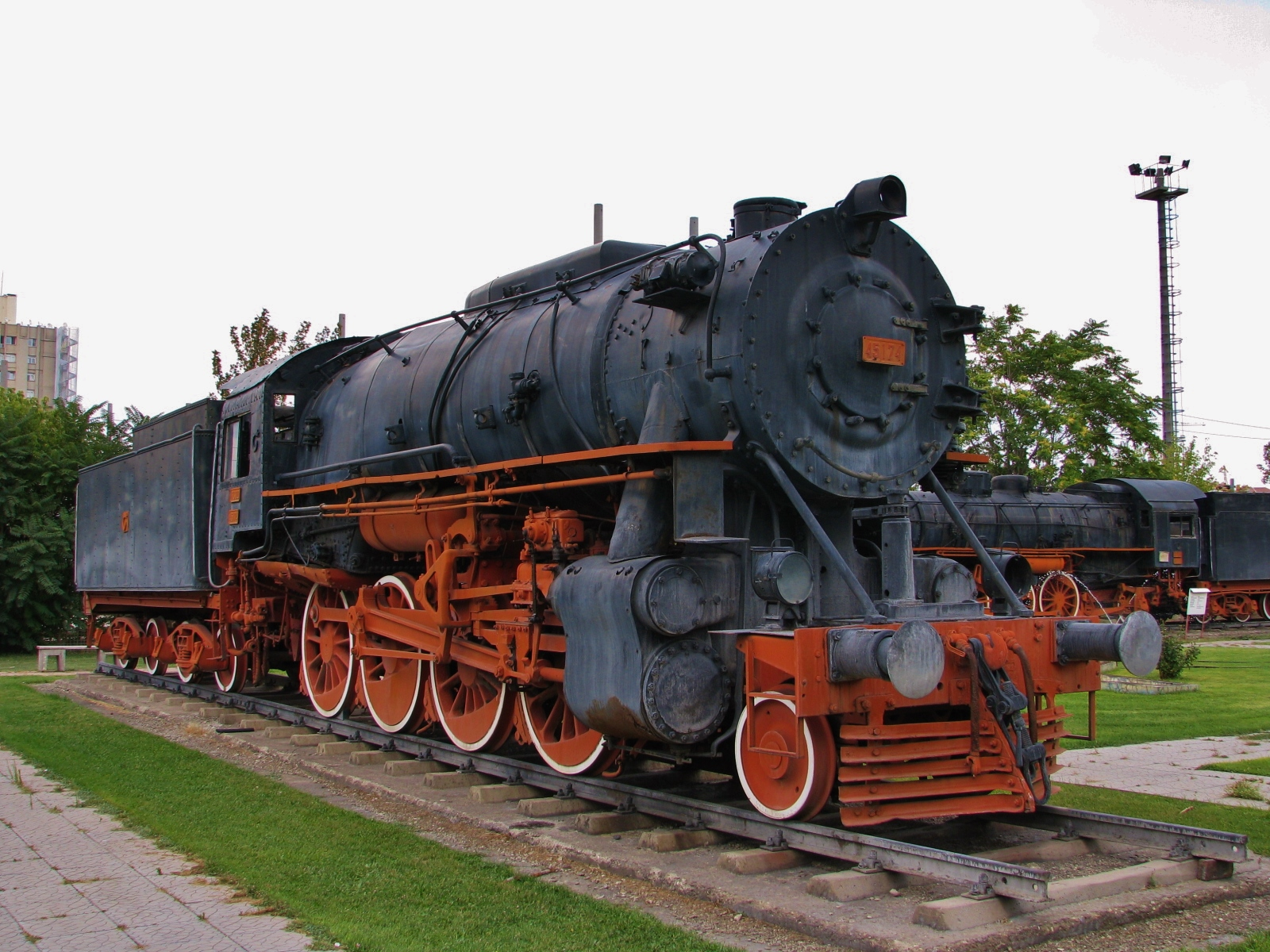
القاطرة الأمريكية 45174 التابعة لقاطرة الأشغال بالديون وأبناؤه عام 1943
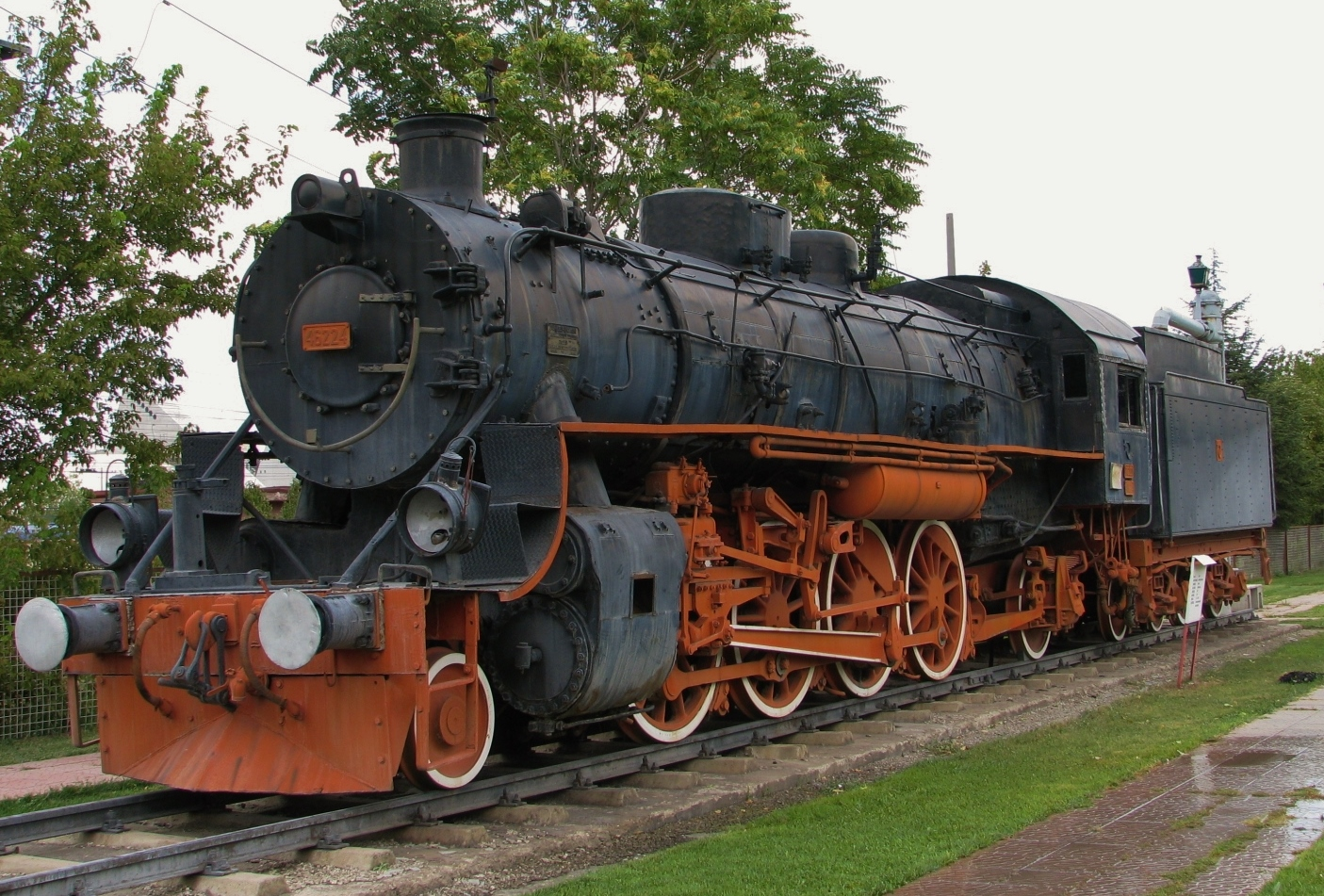
القاطرة الأمريكية 46224 التابعة لقاطرة الأشغال بالديون عام 1942
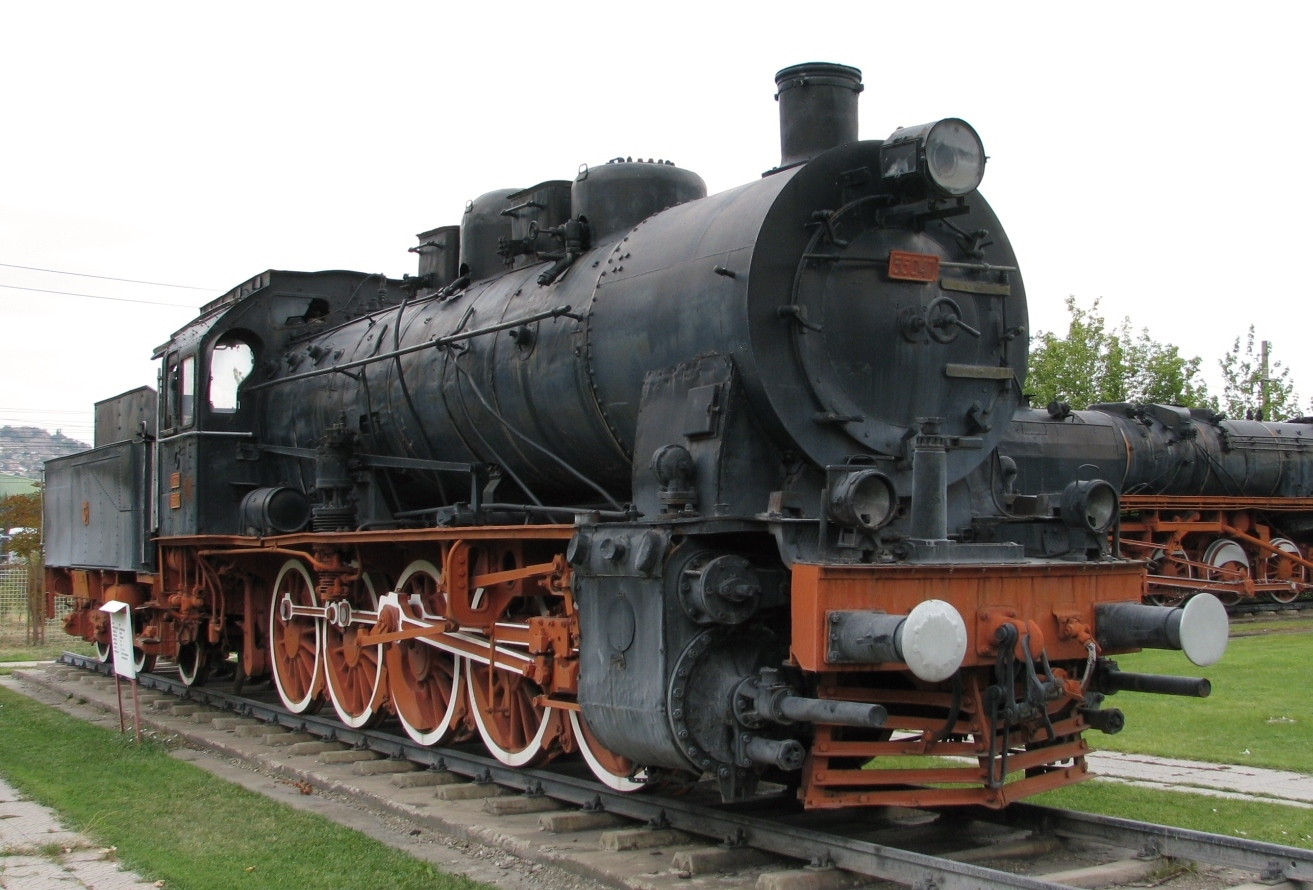
القاطرة الألمانية 55047 التابعة لشوارزكوف عام 1924
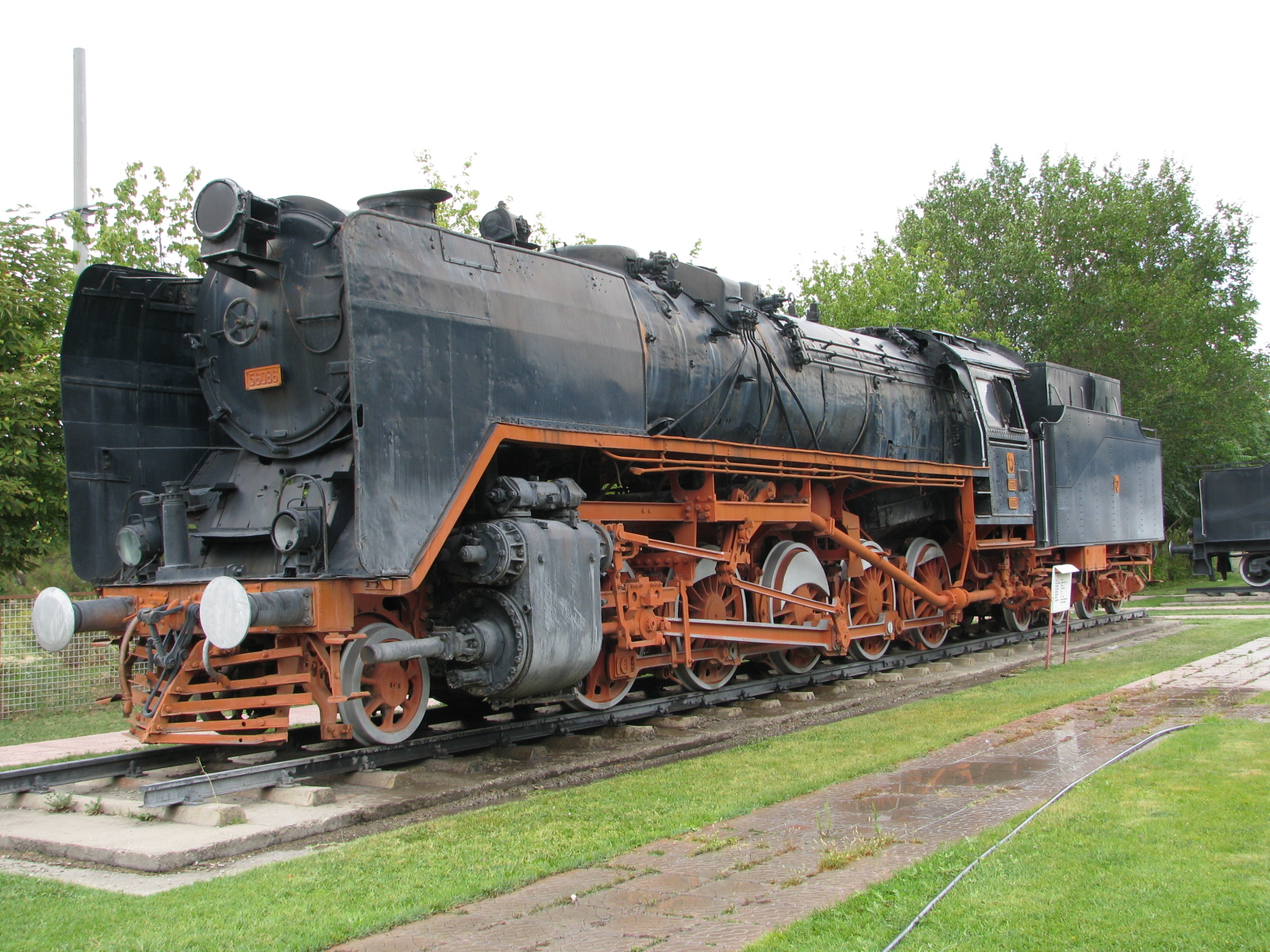
القاطرة البريطانية 56086 التابعة لفولكان المعدنية عام 1948
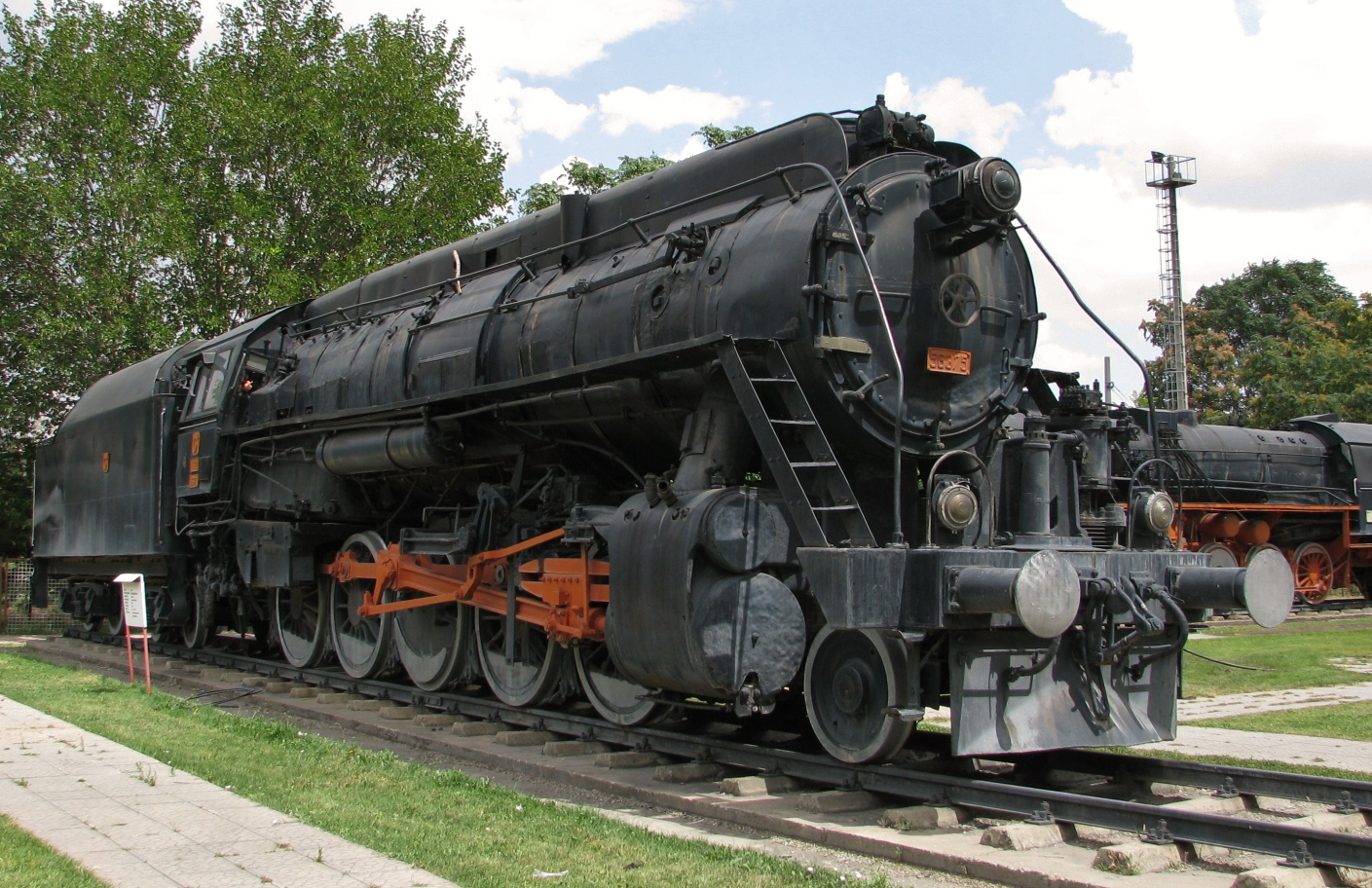
القاطرة الأمريكية 56375 التابعة لقاطرة الأشغال الحديدية فولكان عام 1948
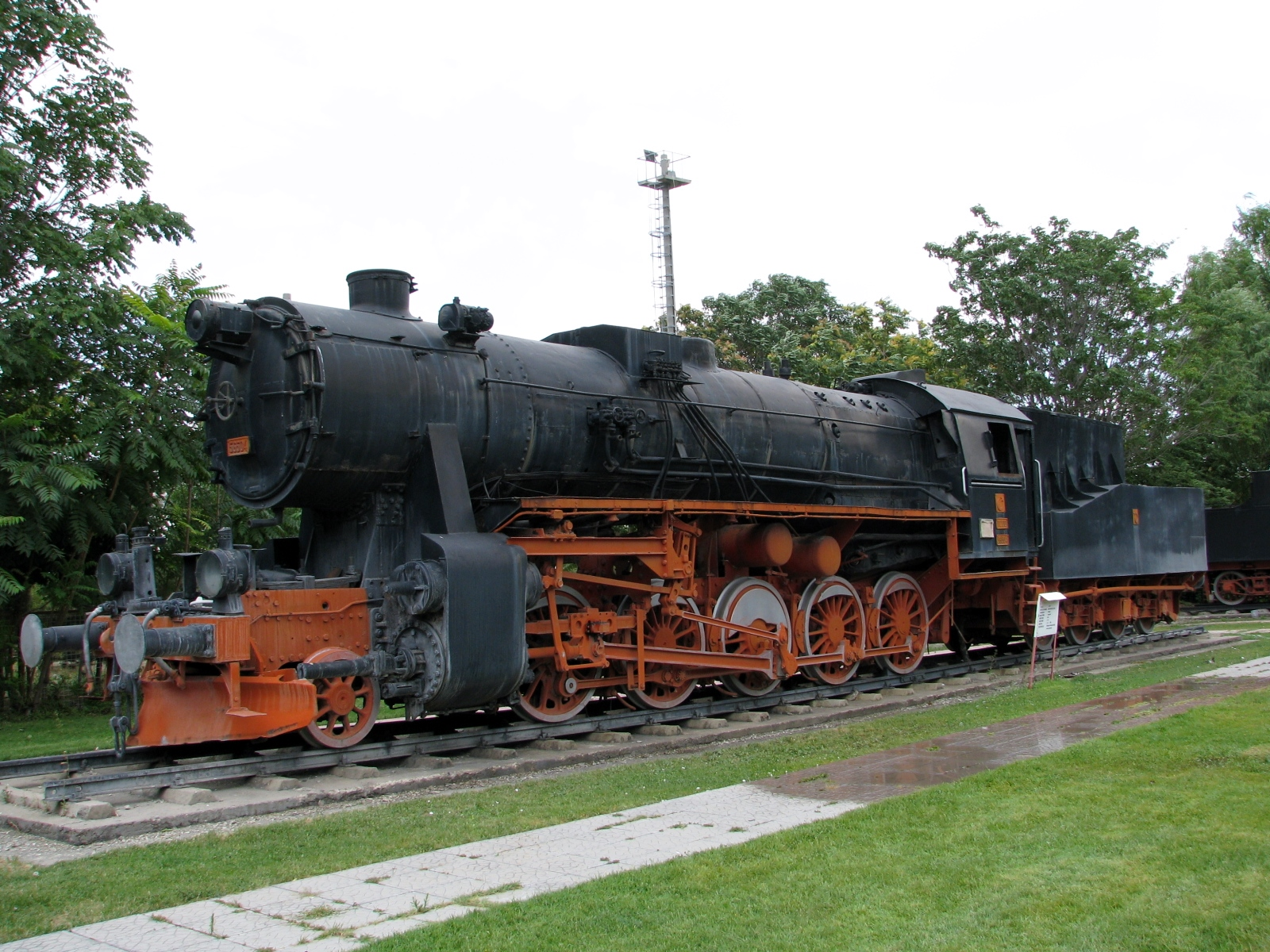
القاطرة الألمانية 56504 التابعة لهيتشل وأبناؤه عام 1943
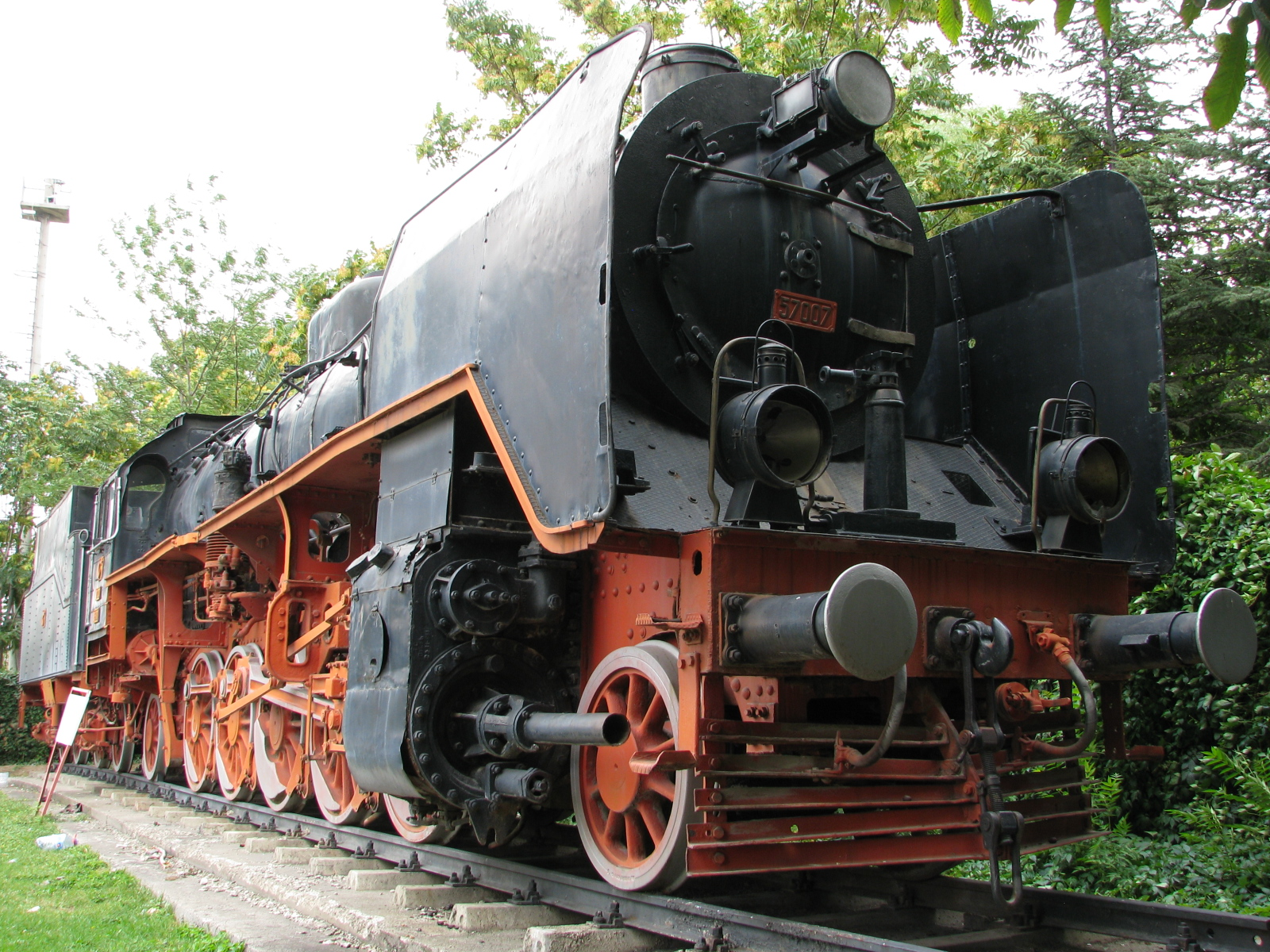
القاطرة الألمانية 57007 التابعة لهيتشل وأبناؤه عام 1932